# Lava (color)
Lava (del inglés y del italiano ‘lava’, de idéntico significado que en español) es la denominación de una familia de colores que se basan en diversos aspectos cromáticos de la lava volcánica.
De acuerdo con su temperatura y según se encuentre en estado fluido o sólido, la lava puede ser de color naranja, rojo, rojo oscuro o negruzco.

## Colores «lava» naranjas y rojos: lava fluida

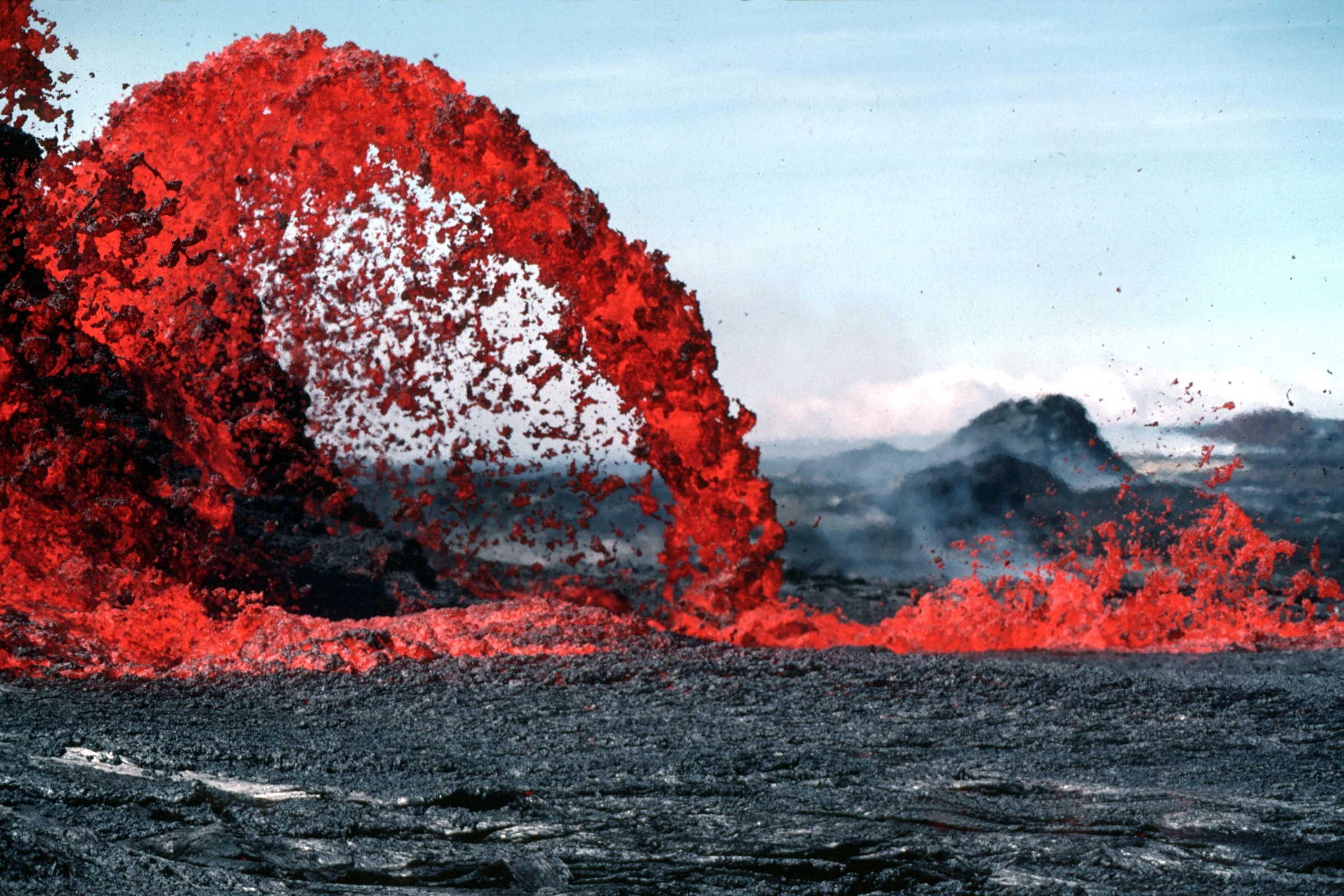
Fuente de lava en Hawái, Estados Unidos

Las coloraciones «lava» que evocan el aspecto de la lava fluida y muy caliente, tal como brota de un volcán en erupción, pertenecen al acervo iconolingüístico de los países anglohablantes. En general se trata de rojos y naranjas vivos, saturados.
A la derecha se proporciona una muestra del rojo «Molten Lava» (‘lava fundida’) de Pantone, tomado de su catálogo de colores de aplicación textil.

## Colores «lava» negruzcos: lava solidificada
Las coloraciones «lava» sugeridas por el aspecto de la lava solidificada, ya fría, pertenecen al acervo iconolingüístico de los países anglohablantes y al de la cultura italiana. En general se trata de colores oscuros o negruzcos.
En inglés, los colores llamados lava sugeridos por este material en estado sólido son negro, pardo amarillento gríseo oscuro y pardo oliva oscuro, como se ve en las muestras bajo estas líneas.
|            | Lava                               | Lava                                        | Lava                                        |
| ---------- | ---------------------------------- | ------------------------------------------- | ------------------------------------------- |
| HTML       | #222222                            | #483C32                                     | #3B3121                                     |
| RGB        | (34, 34, 34)                       | (72, 60, 50)                                | (59, 49, 33)                                |
| HSV        | (–°, 0 %, 13 %)                    | (27°, 31 %, 28 %)                           | (37°, 44 %, 23 %)                           |
| Referencia | Maerz & Paul, 1930; ISCC-NBS, 1955 | Plochère Color System, 1948; ISCC-NBS, 1955 | Plochère Color System, 1948; ISCC-NBS, 1955 |

En italiano, mientras tanto, reciben el nombre de lava las coloraciones pardo negruzca, negro rojiza, pardo rojiza muy oscura y gris purpúrea oscura.